# سلول حافظه
سلول حافظه (به انگلیسی: Memory Cell) واحد اصلی تشکیل دهنده حافظه رایانه است. سلول حافظه یک مدار الکترونیکی است که یک بیت دادهٔ دودویی را ذخیره می‌کند. برای ذخیره بیت یک (سطح ولتاژ بالا)، مدار در وضعیت «تنظیم»، و برای ذخیره بیت صفر (سطح ولتاژ پایین)، مدار در وضعیت «تنظیم مجدد» قرار می‌گیرد. هر مقدار تا رسیدن دستور بعدی باقی می‌ماند و قابل خواندن است.

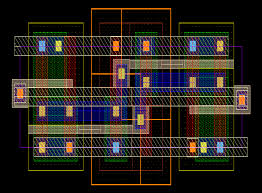
طرح بندی برای اجرای سیلیکون یک سلول حافظه SRAM شش ترانزیستوری.

تا به امروز سلول‌های حافظه مختلفی مورد استفاده قرار گرفته‌اند، از جمله حافظهٔ هسته ای و حافظهٔ حبابی. امروزه رایج‌ترین سلول حافظه مورد استفاده حافظهٔ MOS (حافظهٔ نیمه هادی) است که شامل سلول‌های حافظهٔ نیمه رسانای اکسید-فلز است. حافظه‌های دسترسی تصادفی (RAM: Random Access Memory) از ترانزیستورهای اثر میدانی به عنوان فلیپ‌فلاپ به همراه خازن‌های نیمه رسانای اکسید-فلز استفاده می‌کنند.
سلول‌های حافظهٔ SRAM (رَم ایستا) درواقع نوعی مدار فلیپ فلاپ است که با کمک ماسفت‌های اجرا شده‌است. این حافظه‌های به توان اندکی جهت نگهداری حافظهٔ ذخیره شده هنگام اختلال دسترسی نیاز دارند. نوعی دیگر این سلول‌ها،DRAM، (رَم پویا) بر اساس خازن‌های نیمه هادی اکسید-فلز هستند. شارژ و دشارژ یک خازن می‌تواند منجر به ذخیره شدن بیت "۱" و "۰" شود. شارژ این خازن‌ها می‌تواند به مرور نشت کند و به همین دلیل احتیاج به تجدید دوره ای دارد. همین دورهٔ تجدید می‌تواند باعث افزایش مصرف انرژی شود. با این وجود، می‌تواند به چگالی حافظه بزرگتری دسترسی پیدا کند.
از سوی دیگر، بیشتر حافظه‌های غیرفرار (NVM) بر اساس سلول‌های حافظهٔ ماسفت با گیت شناور (در این ماسفت‌ها، گیت یک الکترود مجزا دارد، که هنگام قطع انرژی همچنان شارژ را در خود نگه می‌دارد) ساخته شده‌اند. تکنولوژی حافظه‌های غیر فرار شامل، EEROM, EPROM و حافظه فلش از سلول‌های حافظه با گیت شناور استفاده می‌کنند.

## تشریح
سلول حافظه واحد اصلی تشکیل دهنده حافظهٔ کامپیوتر است. سلول حافظه را می‌توان با به‌کارگیری تکنولوژی‌های مختلفی مانند نیمه هادی‌ها، ماسفت و ترانزیستور پیوندی دوقطبی ساخت. یکی دیگر از روش‌های ساخت سلول‌های حافظه استفاده از مواد با خاصیت مغناطیسی مانند آهنرباهای فریت است. صرف نظر از تکنولوژی به کار رفته، هدف سلول حافظه دودویی همواره یکسان است. یک بیت داده دودویی با امکان خواندن، ذخیره می‌شود. بیت یک (سطح ولتاژ بالا)، در وضعیت «تنظیم» (به انگلیسی: Set) و بیت صفر (سطح ولتاژ پایین) در وضعیت «تنظیم مجدد» (به انگلیسی: Reset) ذخیره می‌شود.

## اهمیت

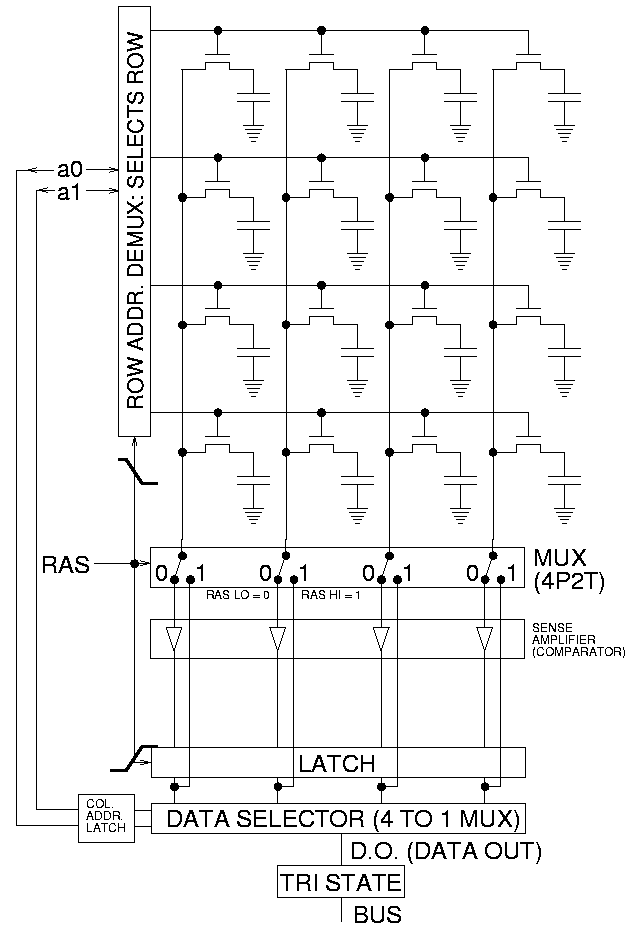
یک آرایه‌ی مربعی از سلول‌های حافظه‌ی تصادفی پویا (DRAM) که در حال خوانده شدن هستند.

مدارهای منطقی ای که در آن‌ها سلول حافظه یا مسیر فیدبک وجود نداشته باشند، مدار ترکیبی خوانده می‌شوند؛ خروجی اینگونه مدارات در لحظه وابسته به مقدار لحظه ای ورودی است. این مدارات فاقد حافظه هستند. این درحالی است که یکی از المان‌های کلیدی سیستم‌های دیجیتال حافظه است. در کامپیوترها، حافظه امکان ذخیره برنامه‌ها و داده‌ها را میسر می‌کند؛ سلول‌های حافظه همچنین برای ذخیره موقتی خروجی مدارهای ترکیبی مورد استفاده قرار می‌گیرند تا توسط سیستم‌های دیجیتال مورد استفاده قرار بگیرد. مدارهای منطقی که از سلول حافظه استفاده می‌کنند، مدارهای ترتیبی خوانده می‌شوند. خروجی اینگونه مدارها، نه تنها وابسته به مقدار فعلی ورودی است بلکه به وضعیت پیشین مدار که در سلول حافظه ذخیره شده نیز بستگی دارد. این مدارها برای عملکردشان به یک ژنراتور زمان یا ساعت نیاز دارند.
حافظه کامپیوتر که در سیستم‌های کامپیوتری امروزی مورد استفاده است به‌طور عمده از سلول‌های DRAM ساخته شده‌است. از آنجایی که این حافظه با شارژ و دشارژ خازن کار می‌کند، مشکلات ناشی از نشت شارژ خازن وجود دارد که منجر به کاهش سرعت این سلول‌ها می‌شود. در حالی که مقادیر سلول‌های SRAM همواره در دسترس است و همین موضوع موجب کارکرد این سلول‌ها در حافظه نهان سی‌پی‌یو و میکروپروسسورها می‌شود.

## پیاده‌سازی
طرح‌های زیر سه پیاده‌سازی مورد استفاده برای سلول‌های حافظه را نشان می‌دهند:
- سلول حافظه دسترسی تصادفی پویا (DRAM)
- سلول حافظه دسترسی تصادفی ایستا (SRAM)
- فلیپ فلاپ‌ها مانند نوع J/K آن

|  |  |  |